# إدموند غيبونز
إدموند غيبونز (بالإنجليزية: Edmund Gibbons)‏ هو كاهن كاثوليكي أمريكي، ولد في 16 سبتمبر 1868 في وايت بلينس في الولايات المتحدة، وتوفي في 19 يونيو 1964 في ألباني في الولايات المتحدة.